# Beaumé
Beaumé ist eine französische Gemeinde mit 84 Einwohnern (Stand 1. Januar 2022) im Département Aisne in der Region Hauts-de-France. Sie gehört zum Arrondissement Vervins, zum Kanton Hirson und zum Gemeindeverband Trois Rivières.

## Geographie
Die Gemeinde Beaumé liegt in einem Seitental des Ton in der Landschaft Thiérache, zwölf Kilometer südöstlich von Hirson. Umgeben wird Beaumé von den Nachbargemeinden Leuze im Norden, Aubenton im Osten, Iviers im Süden, Besmont im Westen sowie Martigny im Nordwesten.

## Bevölkerungsentwicklung
| Jahr                       | 1962 | 1968 | 1975 | 1982 | 1990 | 1999 | 2006 | 2013 | 2021 |
| -------------------------- | ---- | ---- | ---- | ---- | ---- | ---- | ---- | ---- | ---- |
| Einwohner                  | 161  | 145  | 112  | 123  | 113  | 118  | 102  | 99   | 86   |
| Quellen: Cassini und INSEE |      |      |      |      |      |      |      |      |      |

## Sehenswürdigkeiten

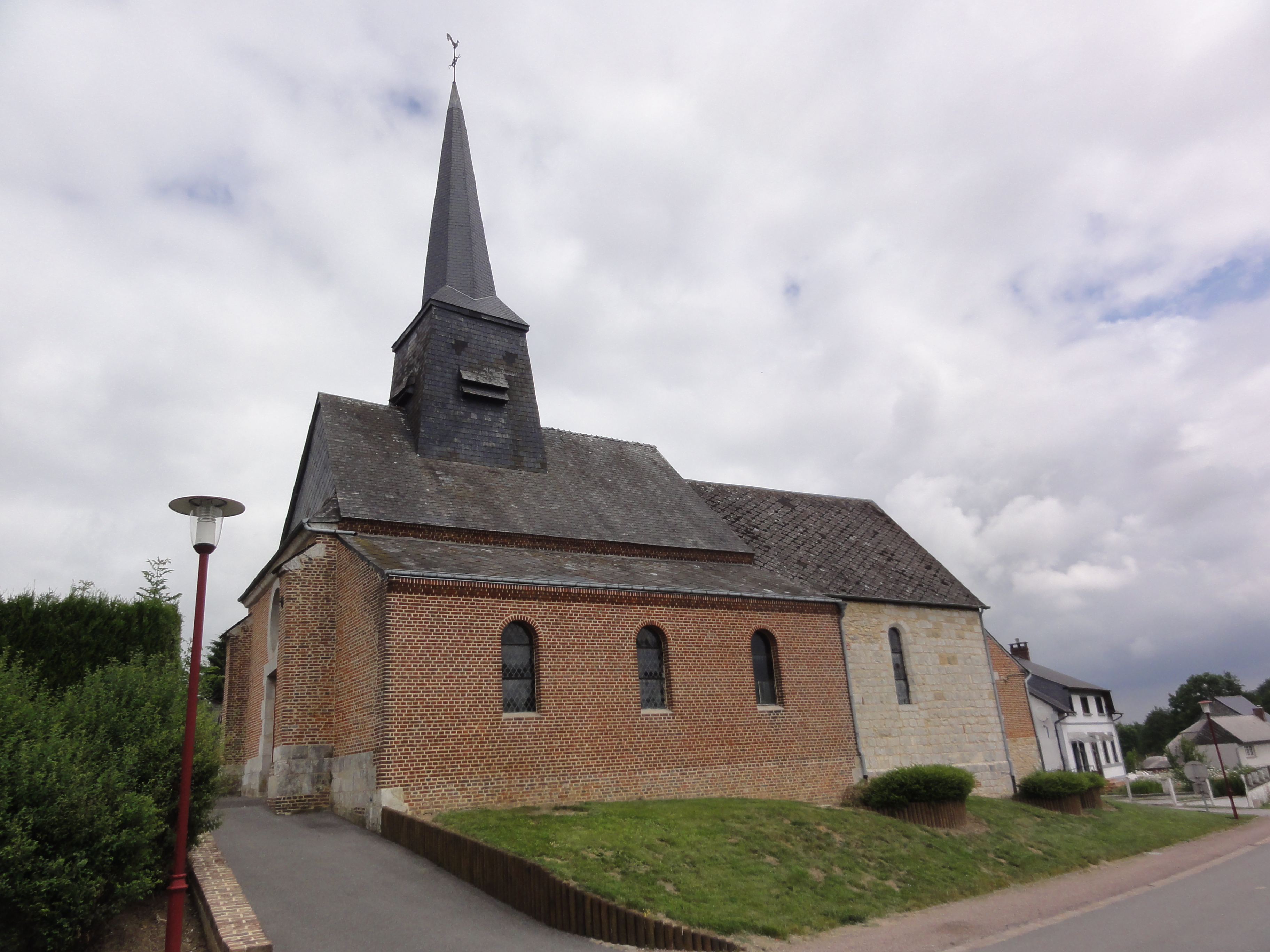
Kirche Saint-Nicolas
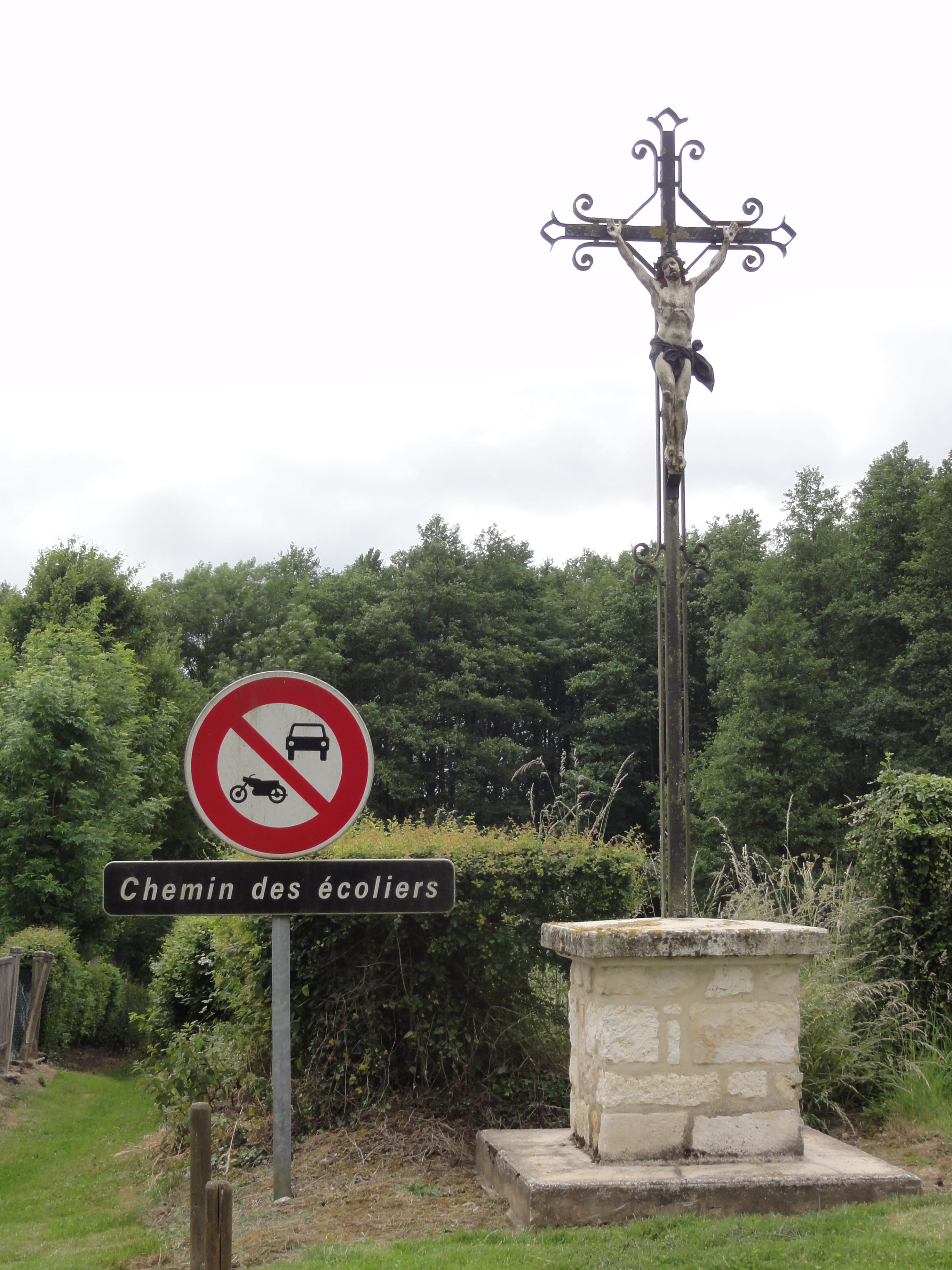
Wegkreuz
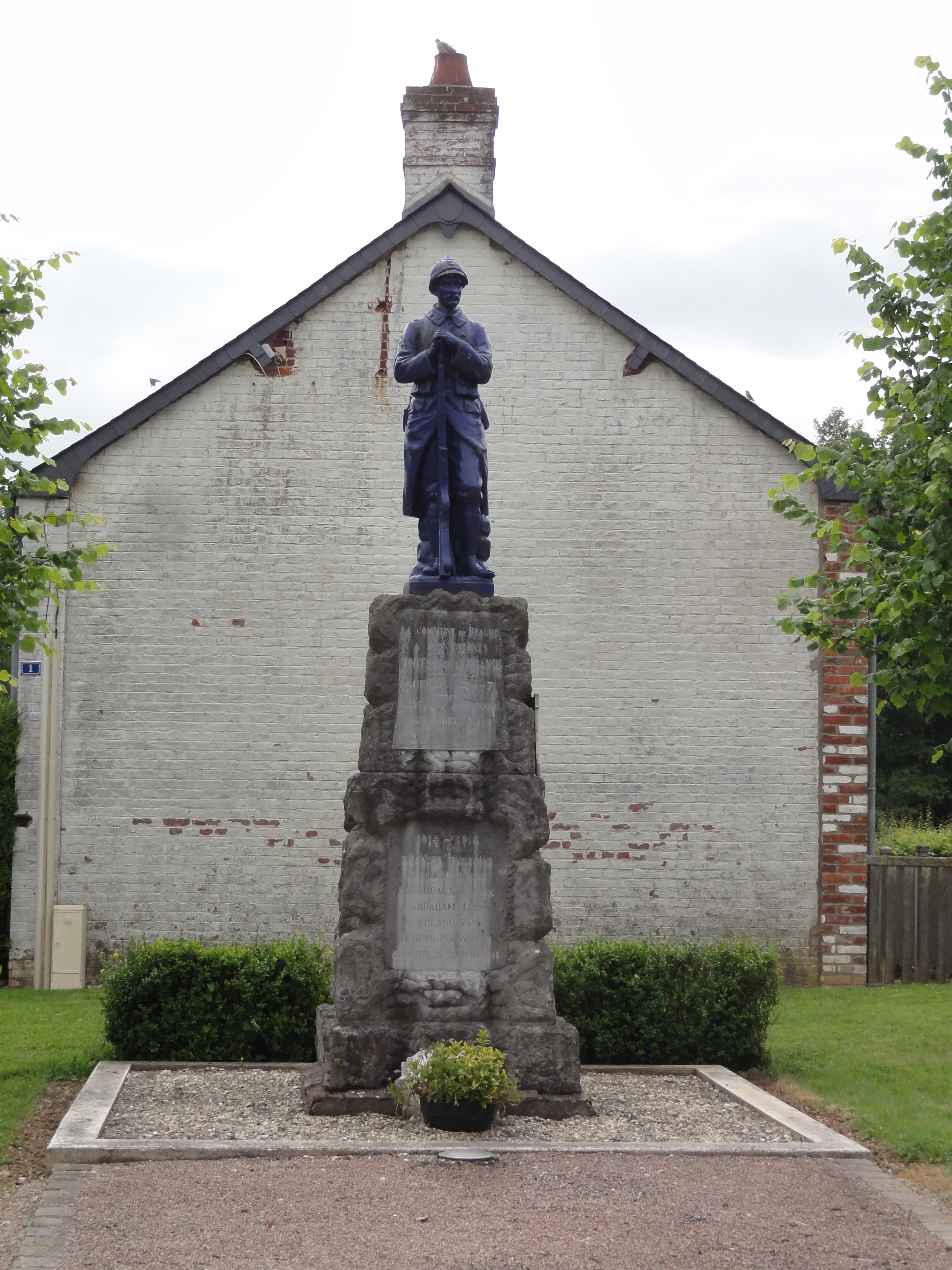
Gefallenendenkmal

- Kirche Saint-Nicolas
- Wegkreuz
- Gefallenendenkmal